# 玩具總動員2
《玩具总动员2》（英語：Toy Story 2）是一部於1999年上映的美國電腦動畫冒险喜剧片，由皮克斯动画工作室制作，华特迪士尼影业发行。為1995年上映的電影《玩具总动员》的续集。同時也是「玩具總動員系列」的第二部電影作品，該片由约翰·拉塞特執導，艾希·布萊南和李·安克里奇聯合導演，拉薩特、布萊南、安德魯·斯坦頓、麗塔·哈西奧、 道格・張伯倫（Doug Chamberlin）、克里斯·韋博（Chris Webb）和皮特·多克特則擔任編劇。
電影故事講述胡迪被一個名叫艾爾的貪婪玩具收藏家偷走，促使巴斯光年和他的朋友出發試圖營救胡迪，然而胡迪在與新認識的夥伴介紹下，胡迪在過程中發現了他作為歷史悠久的電視明星的起源，其配音陣容包括參與前作的汤姆·汉克斯、提姆·艾倫、唐·里柯斯、華萊士‧肖恩、約翰·雷森伯格、吉姆·瓦尼、安妮·帕茲、罗纳德·李·艾尔米、約翰·莫瑞斯和蘿莉·麥凱佛，以及聲演本部電影登場新角色的瓊安·庫薩克、凱爾塞·格拉瑪、爱丝黛儿·哈里斯、韋恩·奈特和茱蒂·班森。
迪士尼最初將《玩具总动员2》設想為非戲院首映發行的續集，片長60分鐘。因此這部電影是在與皮克斯分開的一棟小規模建築中製作的，由於皮克斯的大多數主要工作人員忙於製作《蟲蟲危機》（1998）。當故事發展被證明具有長片規模時，並受到主要角色的配音演員湯姆·漢克斯和蒂姆·艾倫的壓力下，迪斯尼將這部電影升級為至戲院上映，皮克斯對最初電影的品質不滿意。因此拉塞特和故事團隊在一個週末內重新修改了整個情節。儘管皮克斯的大部分動畫都需要數年的時間來開發，但由於上映日期已經確定，使得《玩具總動員2》的製作計劃被壓縮為九個月。
儘管製作困難重重，但《玩具總動員2》還是於1999年11月24日如期上映，票房大獲成功，最終票房收入超過4.97億美元。它得到了廣泛的好評，在爛番茄獲得了100%的評價，評論家認為它是少數幾部優於原作的續集電影之一，並且經常被入選在有史以來最偉大的動畫電影名單中。最終《玩具總動員2》成為1999 年票房第三高的電影，僅次於《星際大戰首部曲：威脅潛伏》和《靈異第六感》。《玩具總動員2》後在第57屆金球獎上獲得了最佳電影-音樂或喜劇獎。電影後來在2009年10月2日與《玩具總動員》被迪士尼數碼3D重新發行，續集《玩具總動員3》於2010年6月上映。

## 剧情
在《玩具总动员》之后的某天，安迪准备带胡迪到牛仔俱乐部玩，但卻不慎将胡迪的胳膊缝线弄断了，这让胡迪十分忧郁，担心安迪会将自己抛弃。不久，安迪的妈妈在家进行大扫除时准备将旧企鹅Wheezy扔掉，胡迪决定从院子把Wheezy拯救回来。当胡迪骑着小狗Buster将Wheezy救回时，自己却被遗留在院子里。胖玩具商艾爾在院子发现了胡迪，经交涉后由于无法获得胡迪这个绝版玩具，艾爾偷走胡迪，把他带到了他自己的玩具工厂。巴斯光年尝试从艾爾手中拯救胡迪却未能成功，但是玩具们获悉胡迪就在艾爾的玩具工厂后，巴斯和弹簧狗、番薯头先生、恐龙及猪仔钱罐火腿开始了拯救胡迪的任务。
胡迪发现玩具工厂里有很多的牛仔相关的玩具，包括翠絲、邋遢礦工彼得還有一匹小馬紅心。他们见到胡迪后显得十分激动。原来这些玩具都是艾爾搜罗来的，他们曾是过去一部热门卡通片“Woody's Roundup”的人物，这里就缺少胡迪这个主角了。为了让胡迪明白自己的身世，他们为胡迪播放了牛仔卡通片的剧集，胡迪这才知道了自己过去出廠時的很多英雄故事，也才知道这些玩具都是当年和自己一起出道的伙伴，同时他还知道了一个他不安的消息，艾爾打算要把他和这些牛仔伙伴一块儿被卖到日本的一家玩具博物馆去。
巴斯等玩具在胡迪被偷走后进行了认真分析，推断出胖玩具商工厂的地点，于是组成了一支精干的小分队前往营救胡迪。在工厂里，巴斯也看到了成群结队的“巴斯光年”玩具，同时还有他的死对头札克天王。混亂中，巴斯不慎與架上的另一個巴斯掉包（原因是這位另一個巴斯和現在的巴斯之前一樣，認為自己是非玩具的真正巴斯光年，視現在的巴斯為叛徒）。
胡迪被修葺一新，胳膊也接上了，又重新焕发出光彩。可是他不想去日本，还是想回到安迪家去。然而多情的女牛仔翠絲极力挽留使他犹豫不绝。巴斯光年的营救队伍终于赶到了，也就在此时，艾爾要带着牛仔玩具去赶乘到日本的飞机。胡迪究竟是要回去面對可能會因為自己老舊而被安迪拋棄，還是成為博物館的展覽品給世世代代的小朋友欣賞呢？

## 配音員
| 配音                             | 配音                 | 配音                 | 角色                                |
| 美国                             | 臺灣                 | 香港                 | 角色                                |
| -------------------------------- | -------------------- | -------------------- | ----------------------------------- |
| 汤姆·汉克斯                      | 庾澄慶               | 張衛健               | 胡迪警長（Sheriff Woody）           |
| 提姆·艾倫                        | 吳大維               | 劉青雲               | 巴斯光年（Buzz Lightyear）          |
| 裘·卡薩克 马莉·凯·伯格曼（喊聲） | 劉小芸               | 莫蒨茹               | 翠丝（Jessie）                      |
| 唱歌部份                         | 莊惠如               | 容祖兒               | 翠丝舊主人艾曼妮唱歌（Jessie sing） |
| 凱爾塞·格拉瑪                    | 佟紹宗               | 甄錦華               | 礦工彼得（Stinky Pete）             |
| 唐·力克斯                        | 孫中台               | 龔國強               | 蛋头先生（Mr. Potato Head）         |
| 吉姆·馬尼                        | 楊少文               | 龍天生               | 弹簧狗（Slinky Dog）                |
| 華勒斯·夏恩                      | 趙明哲               | 潘文柏               | 抱抱龙（Rex）                       |
| 约翰·拉岑贝格尔                  | 康殿宏               | 邱萬城               | 火腿（Hamm）                        |
| 安妮·波特斯                      | 崔幗夫               | 蔡齡齡               | 寶貝（Bo Peep）                     |
| 伊斯特·哈里斯                    | 陳季霞               | 謝月美               | 蛋頭太太（Mrs. Potato Head）        |
| 韋恩·奈特                        | 雷威遠               | 李忠強               | 艾爾（Al McWhiggin）                |
| 約翰·莫瑞斯                      | 張宇豪               | 張裕東               | 安弟（Andy）                        |
| 蘿莉·麥凱佛                      | 王彬                 | 陳安瑩               | 安弟的媽媽（Andy's Mom）            |
| R·李·爾梅                        | 孫德成               | 古明華               | 將軍（Sarge）                       |
| 茱蒂·班森                        | 李直平               | 潘芳芳               | 芭比（Barbie）                      |
| 喬納森·哈里斯                    | 孫中台               | 羅君左               | 傑瑞（Geri the Cleaner）            |
| 喬·藍福特 羅伯特·高力特（唱）    | 彭祥瑛               | 羅君左 黃偉年（唱）  | 吱吱（Wheezy）                      |
| 喬·藍福特                        |                      |                      | 毛毛蟲（Heimlich）                  |
| 傑夫·皮德吉歐                    | 李志奇 李志希 姜先誠 | 盧家煒 梁健平 羅君左 | 三眼怪（Squeeze Toy Aliens）        |
| 安德鲁·斯坦顿                    | 沈光平               | 龔國強               | 札克（Zurg）                        |
| 约翰·拉塞特 李·昂克里契          |                      |                      | 機器人（Rock 'Em Sock 'Em Robots）  |

## 彩蛋
- 片中蛋頭太太看的故事書為皮克斯上一部作品《蟲蟲危機》。
- 安迪身上的Ｔ恤有Triple R Ranch（《米老鼠俱樂部》其中一集的名稱）的字樣。
- 巴斯光年和札克天王的關係是向《星際大戰》致敬。
- 抱抱龍在艾爾玩具城中追車的片段是在模仿《侏羅紀公園》。
- 劇中的高樓公寓電梯沒有停靠13樓（歐美文化中13為不吉利的數字）。
- 各玩具開始穿越大馬路期間，巴斯光年推開的樹枝上有《蟲蟲危機》的毛毛蟲哈其林。而在本電影的末段，《蟲蟲危機》的主角飛利與哈其林也在巴斯光年推開樹叢前，討論這部是否《蟲蟲危機》續集。

## 不連戲的地方
- 胡迪关掉热力管后看着翠絲；她回头看胡迪时，螺丝却在原来的位置。

## 發行

### 評價
爛番茄新鮮度100%，基於174條評論，平均分為8.6/10，本片亦成為該網站罕見的爛蕃茄100%新鮮度電影名單之一。而在Metacritic上得到88分，IMDB上得7.9分，大獲好評。
2023年4月，本片被爛番茄列入該站整理的「100%新鮮度電影」名冊，在該榜單位居第二名，僅次於《無痕山林》。

### 票房
全球票房，4.97億美金；美國票房，2.45億美金。
北美地區開片首周即達1.018億美金。

## 資料來源
1. ↑  . Turner Classic Movies. Atlanta: Turner Broadcasting System (Time Warner).   [July 10, 2017]. （原始内容存档于June 13, 2018）.
2. ↑  , Rotten Tomatoes, Fandango,   [July 8, 2022], （原始内容存档于June 1, 2017）
3. ↑  . 爛番茄. 2023-04-23  [2023-04-23]. （原始内容存档于2023-09-10）.
4. ↑  《玩具總動員4》首周票房冠軍「超越前3集」 爛番茄11天仍98分 （页面存档备份，存于） 2019.6.24 ETtoday星光雲

## 外部鏈接
- 反斗奇兵官方網站 （页面存档备份，存于）
- 反斗奇兵官方的Facebook專頁
- 互联网电影数据库（IMDb）上《玩具總動員2》的资料（英文）
- 大卡通資料庫上《玩具總動員2》的資料（英文）

- AllMovie上《玩具總動員2》的资料（英文）
- 爛番茄上《玩具總動員2》的資料（英文）
- Metacritic上《玩具總動員2》的資料（英文）
- Box Office Mojo上《玩具總動員2》的資料（英文）
- 開眼電影網上《玩具總動員2》的資料（繁體中文）
- 时光网上《玩具總動員2》的資料（简体中文）
- 豆瓣电影上《玩具總動員2》的資料 （简体中文）
- 玩具總動員2 - Disney+